# Villeneuve-d’Allier
Villeneuve-d’Allier település Franciaországban, Haute-Loire megyében. Lakosainak száma 281 fő (2022. január 1.). Villeneuve-d’Allier Ally, Blassac, Mercœur, Saint-Ilpize, Saint-Just-près-Brioude és Vieille-Brioude községekkel határos.

## Népesség
A település népessége az elmúlt években az alábbi módon változott:
| Lakosok száma | 324  | 346  | 288  | 326  | 315  | 293  | 290  | 285  | 285  | 281  |
|               | 1968 | 1982 | 1990 | 2006 | 2013 | 2015 | 2017 | 2019 | 2020 | 2022 |